# Clark Kimberling
Clark Kimberling, né le 7 novembre 1942 à Hinsdale en Illinois, est un mathématicien et musicien américain. Il a obtenu un Ph.D. en mathématiques en 1970 à l'institut de technologie de l'Illinois et est, depuis, professeur de mathématiques à l'université d'Evansville (université privée méthodiste). Il s'intéresse aux suites d'entiers, à l'hymnologie et aux éléments remarquables d'un triangle, pour lesquels il a créé le site Encyclopedia of Triangle Centers.